# Zuninoeus hoppei
Zuninoeus hoppei is een keversoort uit de familie mesttorren (Geotrupidae). De wetenschappelijke naam van de soort werd in 1825 gepubliceerd door Sturm & Hagenbach.